# Пона
Пона (итал. Ponna) је насеље у Италији у округу Комо, региону Ломбардија.
Према процени из 2011. у насељу је живело 204 становника. Насеље се налази на надморској висини од 883 м.

## Становништво
Према резултатима пописа становништва 2011. у општини је живело 267 становника.
| 1936. | 1951. | 1961. | 1971. | 1981. | 1991. | 2001. | 2011. |
| ----- | ----- | ----- | ----- | ----- | ----- | ----- | ----- |
| 461   | 489   | 465   | 331   | 327   | 289   | 262   | 267   |